# Follis

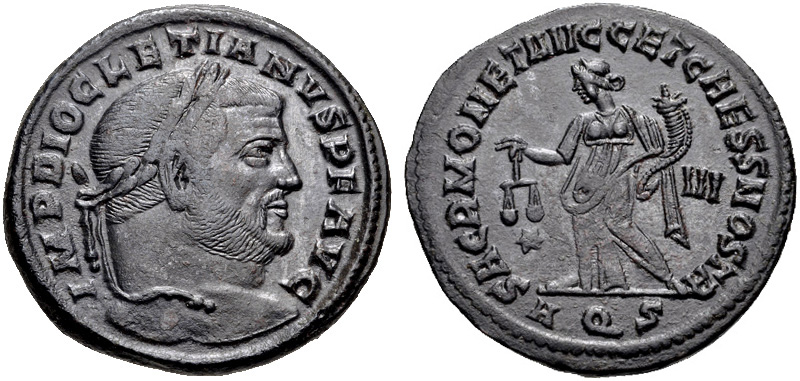
Wczesny pełnowartościowy follis Dioklecjana propagandowego typu Sacra Moneta (9,4 g)

Follis (l.mn. folles) lub folis – późnorzymska moneta z brązu, wznowiona w Bizancjum i mająca późniejsze liczne naśladownictwa oraz pochodne w różnych państwach europejskich i arabskich.
Nazwa pochodzi od mieszka, sakiewki, w której pierwotnie noszono zapieczętowane niskowartościowe monety brązowe lub miedziane o ustalonej wadze bądź wartości. Spełniała ona wygodnie rolę monety obrachunkowej w czasach późnego cesarstwa. Określenie to przyjęto w numizmatyce umownie, gdyż w istocie nie jest znana nazwa tej monety stosowana przez Rzymian. Stąd często we współczesnej literaturze fachowej nazywana jest też nummus (l.mn. nummi).

## W Cesarstwie
Po raz pierwszy wprowadził ją Dioklecjan reformą pieniądza z ok. 294 r. jako 1/8 srebrnego argenteusa i równą 1/32 rzymskiego funta (libra). Pokaźną wielkością i solidnym wyglądem posrebrzane follisy miały wzbudzać zaufanie społeczne do przeprowadzanych doniosłych zmian monetarno-finansowych. Dlatego najczęściej umieszczano na nich wizerunek opiekuńczego Geniusza ludu rzymskiego (typ Genio Populi Romani) lub alegorię nowego mennictwa z uosobieniem Monety (typ Sacra Moneta Augustorum et Caesares Nostrorum). Wstępna reforma monetarna Dioklecjana nadała im wartość 25 denarów obrachunkowych (denarii communes), ale już kolejna, z września 301 r. przewartościowała follis do 12,5 denara. Od 302 r. pojawiły się jego podziałki (frakcje): 1/8, a później 1/2 follisa. 

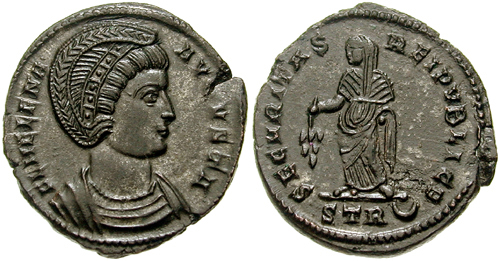
Follis wybity w imieniu Heleny – matki Konstantyna Wielkiego (3,45 g)

Początkowo monety o średnicy 25–27 mm zawierały domieszkę ok. 4% srebra (nominalnie był to stop brązu z 5% srebra i 95% miedzi) przy średniej wadze ok. 10 g (9–11 g). Jednak w trakcie postępującej dość szybko dewaluacji wkrótce zamieniły się w drobną monetę zdawkową: ok. 311 r. follis zmniejszył się do wagi 4-5 g i 20–21 mm średnicy. Pod koniec rządów Konstantyna Wielkiego kursowały follisy już niemal bez dodatku srebra i o wadze tylko ok. 3–3,5 g, zaś pod koniec swego istnienia (345 r.) ważyły zaledwie 1,5 g przy średnicy 17–18 mm. Reforma monetarna cesarza Konstansa (346 r.) ostatecznie zastąpiła follis tzw. majoriną (pecunia maiorina).
Wiadomo jednak, że i później, w drugiej połowie IV stulecia potocznie używano tego określenia wobec niewielkich nominałów z brązu: np. za cesarza Juliana funt wieprzowiny miał cenę 6 follisów, zaś św. Augustyn mówi, iż była to drobna podziałka solida.

## W Bizancjum

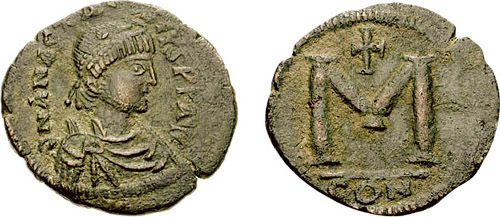
Follis cesarza Anastazjusza (8,47 g)

Nazwę tę również nosiła duża moneta miedziana Cesarstwa Wschodniorzymskiego wprowadzona reformą cesarza Anastazjusza I w 498 r. i będąca w obiegu jeszcze za panowania Aleksego I Komnena (do 1092 r.). Ustawowo była równowartością 1/24 srebrnego kerationa (bizantyjskiej sylikwy) i stanowiła 1/288 część bizantyjskiego złotego solida, zwanego później nomisma. Waga jej wynosiła początkowo ok. 9 g, z biegiem czasu obniżała się. Mając zasadniczo wartość 40 nummiów, jako podzielna na mniejsze frakcje, nosiła odpowiednio znaki wartości: M (40 nummiów), K (20), I (10) – dekanummion i E (5) – pentanummion.
Główny nominał (40-nummiowy ze znakiem M) utrzymał się w tej postaci przez parę stuleci; ostatnie emitowano za cesarza Michała III. Dodatkowo od r. 537 datowano go rokiem panowania danego cesarza. Pierwotnie z rzymskiego funta miedzi bito 36 follisów o przeciętnej wadze 9,1 g, zwanych terunciani (uncja odpowiadała 1/12 funta). Zgodnie z tym również wartość solida określano na 10 funtów miedzi, czyli 360 follisów 40-nummiowych. W 512 r. wagę monet miedzianych podwojono, a więc i follis mający ciężar 18,19 g, stanowił odtąd 1/18 rzymskiego funta, zaś wartość solida wyceniano na 20 funtów miedzi. W IX wieku, za panowania Teofila ostatecznie zmieniono rewers tej monety, zastępując literę kilkuwierszowym napisem.

## Naśladownictwa i pochodne
W V–VI stuleciu moneta taka, wzorowana na bizantyjskiej, kursowała w państwach Wandalów i Ostrogotów. Inne naśladownictwa – w srebrze, emitowano na terenie bałkańskiej Dobrudży w latach 1068–81. W okresie ekspansji i podbojów arabskich, za Umajjadów naśladownictwa follisa u schyłku VII w. bito licznie w mennicach Damaszku, Aleppo, Homs (staroż. Emesa) i Tyberiady, skutecznie osłabiając tym gospodarkę bizantyjską. Zniekształconym zapożyczeniem od nazwy łacińskiej jest niewątpliwie arabski fals lub fils (względnie fels) – moneta kursująca w krajach arabskich za Umajjadów i Abbasydów.

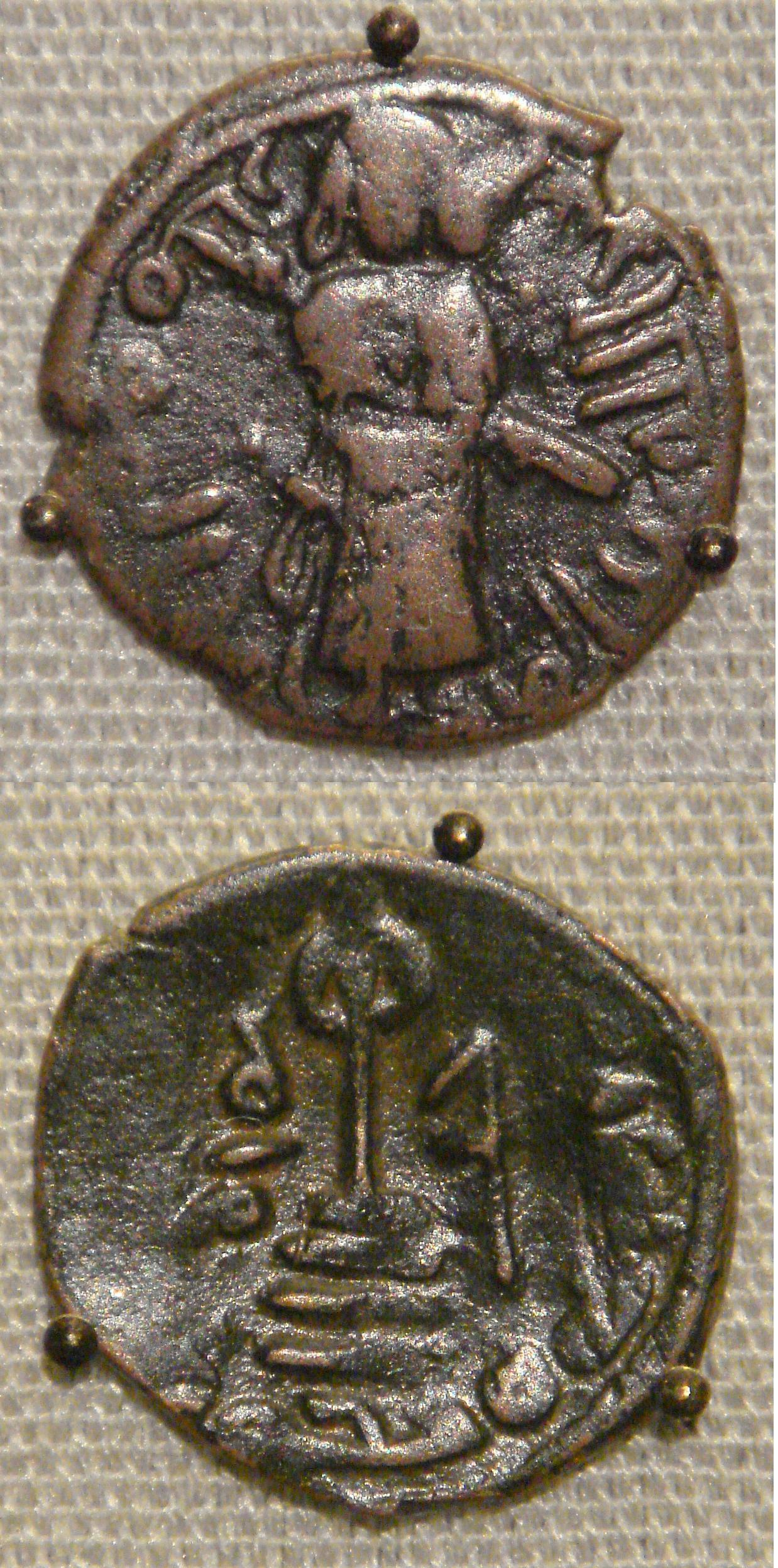
Arabskie naśladownictwo monety bizantyjskiej (ale z półksiężycem zamiast krzyża na rewersie)

Kolejną pochodną jest nazwa włoskiego follaro (bądź folaro) – monety wprowadzonej w XI w. przez Gizulfa II (ostatniego longobardzkiego księcia Salerno) na wzór bizantyjskich monet Konstantyna X, i wybijanej w mennicy tego miasta jeszcze po przybyciu Normanów do Apulii. Zróżnicowane typy follaro (l. mn. follari) bił również normański władca Sycylii Roger I, wprowadzając nawet potrójny wagowo nominał pod nazwą trefollaro. Wraz z normańskimi krzyżowcami follaro przedostało się dalej – na Bliski Wschód, gdzie jako jednostka monetarna obiegało w księstwie Antiochii, hrabstwie Edessy, w domenach krzyżowców na Cyprze i na Rodos.
Zapożyczeniem od łacińskiego follis miałby być również tatarski puł Złotej Ordy (XIII–XV w.), a od niego i średniowieczne ruskie puło – drobna moneta miedziana bita w XV – początkach XVI w. w większych miastach Rusi (Moskwa, Twer, Nowogród, Psków, Smoleńsk). Wcześniej, w drugiej połowie XIV w. (za Kazimierza Wielkiego) puło emitowano także we Lwowie dla obszaru Rusi Halickiej.
Podobnej, wywodzącej się od follisa nazwy puli (wcześniej poli), używano w Gruzji dla monety miedzianej, na której opierał się cały tamtejszy monometaliczny system pieniężny w XII i początkach XIII wieku. W dziejach tego kraju puli zapisało się długotrwale: jeszcze w XVII–XVIII stuleciu stanowiło równowartość 5 dinarów, a zanikło dopiero w XIX wieku jako równe już tylko połowie kopiejki. Odtąd funkcjonuje w gruzińskim jedynie w znaczeniu ogólnego określenia pieniędzy.  
Współcześnie reminiscencją follisa jest w Afganistanie pul jako moneta rozmienna tamtejszego afgani, a także fils (l. mn. fulûs) jako podobna jednostka (1/1000 część) monetarna Jordanii, Iraku, Bahrajnu, Kuwejtu, Zjednoczonych Emiratów Arabskich i (wcześniej) Jemenu. Słowo fulûs do dziś służy w języku arabskim jako zbiorcze określenie pieniądza. Współczesnym nawiązaniem ikonograficznym jest podobizna bizantyjskiego 40-nummiowego follisa Justyna II, figurująca na awersie 50-denarowego banknotu Republiki Macedonii, emitowanego w 1996 r.